# Dallo stornello al rap
Dallo Stornello al Rap è un progetto multidisciplinare ideato da Elena Bonelli a partire dal 2014. L'obiettivo del progetto è creare un nuovo ponte culturale, sociale ed artistico tra la canzone romana del passato e quella attuale. 

## Lectio Magistralis
Il 1º ottobre del 2014 la Libera università internazionale degli studi sociali Guido Carli ospita la prima Lectio Magistralis Dallo Stornello al Rap: pensata per la prima e per la seconda annualità, la Lectio si articola nella forma di un film musicale e ripercorre otto secoli di storia della canzone a Roma. Un percorso che inizia con gli stornelli popolari più antichi e che si conclude con il rap capitolino contemporaneo. La Lectio ha analizzato l'origine della canzone popolare Italiana a partire dalle prime apparizioni nell'antica Grecia e nell'antica Roma, passando per il racconto delle laudi capitoline del 1200 e l'arrivo in Italia di cantori e stornelli. Il modulo ha poi raccontato l'esplosione della canzone romana nel 1800, prendendo in esame figure chiave del periodo storico in questione come il celebre capo popolo Ciceruacchio. Il percorso passa dalla presa visione dell'opera di intellettuali capitolini quali Trilussa e Giuseppe Gioachino Belli ad un'analisi più approfondita di alcuni degli stornelli popolari più celebri del periodo: da quelli del Sor Capanna a quelli di Alvaro Amici. Infine, l'ultima sezione della Lectio prende in esame l'opera di cantautori romani attivi nella seconda metà del Novecento e si chiude con una rassegna di alcuni dei rapper e delle crew più importanti della capitale: da Franco Califano ai Colle der Fomento, da Mannarino ai TruceKlan. 

## Lectio in Concert
A partire dal 20 ottobre 2014 Dallo Stornello al Rap si è evoluto in una particolare Lectio In Concert: un nuovo punto di incontro tra una lezione classica ed un concerto, all'interno della quale i temi analizzati nei moduli si sono alternate ad esibizioni vere e proprie. Un evento che ha preso il via all'interno dell'Auditorium dell'Università Luiss e che poi si è trasformato in una tournée passata per diversi teatri in tutto il mondo: dall'Italia alla Cina, passando per il Giappone. 

## Concorso musicale
A partire dal 2015 Dallo Stornello al Rap diventa anche un concorso musicale con iscrizione gratuita destinato a musicisti e cantanti emergenti (under 35). Un concorso aperto a tutti i generi musicali, che punta a rinnovare il concetto di canzone romana: per partecipare è infatti necessario scrivere un pezzo che sia in qualche modo legato a Roma o alla romanità. Il contest Dallo Stornello al Rap ha contribuito a lanciare diversi artisti tra cui Cranio Randagio, Emilio Stella, Nicole Riso e, ultimo ma non ultimo, Mirkoeilcane, un cantautore che poi ha calcato il palco del Festival di Sanremo. 

### La giuria
I finalisti del concorso Dallo Stornello al Rap sono stati selezionati grazie all'aiuto di una giuria composta da tanti nomi autorevoli del settore artistico musicale. Nomi appartenenti alle categorie più disparate, ma legati da un'attenzione particolare alla canzone romana: nel corso delle edizioni si sono infatti alternati nomi quali Antonello Venditti, Enrico Vanzina, Simone Cristicchi, Colle der Fomento, Flaminio Maphia. E ancora attori come Simona Izzo, Max Giusti e Claudia Gerini, critici musicali quali Ernesto Assante e Marinella Venegoni, direttori d'orchestra quali Pippo Caruso e Peppe Vessicchio. 

### La finale
La serata finale del concorso Dallo Stornello al Rap prende vita sotto forma di uno spettacolo musicale, ospitato da diverse location romane. Nel corso delle edizioni, la finale ha infatti preso vita presso l'Auditorium Parco della Musica, il Teatro Olimpico e la Sala A della Rai in via Asiago 10, nell'ambito di un evento trasmesso in diretta. 

## Documentari Musicali
A partire dal 2014, Dallo Stornello al Rap diventa anche un documentario musicale che dà voce ad alcuni protagonisti del rap contemporaneo di Roma. I film, trasmessi da Rai Uno nell'ambito di diversi speciali del Tg1, hanno dato voce ad artisti quali Danno, Chicoria e Rancore e contribuiscono a creare un legame forte tra la musica popolare romana di oggi e quella del passato. L'esperienza dei film di cui sopra ha poi dato vita ad un nuovo docufilm musicale finanziato da Regione Lazio e Nuovo Imaie. Il docufilm Dallo Stornello al Rap è stato presentato per la prima volta all'Ischia Global Fest 2018. 

## Libro
Nell'ottobre 2019 è uscito un primo libro intitolato Dallo Stornello al Rap, edito da Arcana (gruppo LIT Edizioni). Il libro segue il percorso già tracciato dalle Lectio Magistralis e dai documentari e ripercorre la storia della canzone romana a partire dall'arrivo in italia dei trovatori. Il racconto dell'evoluzione della musica popolare capitolina passa per il 1800 e gli stornelli, per poi arrivare al rap e ad una rassegna di alcuni degli esponenti più noti ed autorevoli della scena romana.